# روثينيوم
الروثينيوم عنصر كيميائي له الرمز Ru والعدد الذري 44، وهو فلز انتقالي نادر ينتمي إلى مجموعة البلاتين في الجدول الدوري. كمعظم عناصر مجموعة البلاتين فإن الروثينيوم خامل كيميائياً تجاه معظم المواد، وقد اكتشف هذا العنصر العالم الروسي كارل إرنست كلاوس سنة 1844. يتوافر الروثينيوم عادة في الطبيعة كمكون بسيط من خامات البلاتين، وإنتاجه السنوي لا يتجاوز الإثني عشر طنا في جميع أنحاء العالم. يستخدم معظم الروثينيوم الوصلات الكهربائية المقاومة للاهتراء، وفي إنتاج المقاومات ذات الغشاء السميك، كما تضاف كميات قليلة منه لتستخدم في بعض السبائك البلاتينية وفي تحضير الحفازات.

## التاريخ وأصل التسمية
يعتقد أن استخدام البلاتين وعناصر مجموعة البلاتين، قد استخدم لمدة طويلة من قبل سكان أمريكا الأصليين قبل وصول كولومبوس. كما استخدمه الكيميائيون الأوروبيون في منتصف القرن السادس عشر، إلا أن تعريف البلاتين كعنصر نقي استغرق حتى منتصف القرن الثامن عشر. أما باقي عناصر مجموعة البلاتين فقد استغرق اكتشافها حتى العقود الأولى من القرن التاسع عشر. إن وجود البلاتين في رمال الأنهار الروسية أدى إلى الحصول عليها كمواد خام واستخدامها في لوحات وميداليات وسك عملات معدنية من الروبل بدءا من عام 1828. وكانت مخلفات إنتاج البلاتين في سك النقود متوفرة في الإمبراطورية الروسية، ولذلك تمت دراسة عناصر مجموعة البلاتين في دول أوروبا الشرقية.
من المحتمل أن يكون الكيميائي البولندي يندري شنياديسكي قد عزل العنصر 44 (والذي أراد تسميته بـ "vestium" نسبة إلى الكويكب فيستا حديث الاكتشاف في تلك الآونة) من خامات البلاتين في عام1807. وقد نشر اكتشافه في اللغة البولندية في 1808، لكنه لم يؤكد وسحب ادعاءه للاكتشاف في وقت لاحق. قارب كل من يونس ياكوب بيرتسيليوس وغوتفريد أوسان على اكتشاف الروثينيوم في أبحاثهما سنة 1827. فقد قاما بفحص الآثار المتبقية من حل البلاتين الخام من جبال الأورال في الماء الملكي، وجرت بينهما نقاشات مطولة حول إمكانية وجود عناصر جديدة مكتشفة في هذه البقايا.
قام العالم الروسي كارل إرنست كلاوس منذ عام 1841 بإعادة تجارب أوسان من أجل اكتشاف العنصر الجديد، وفي عام 1844 بيّن كلاوس أن المركبات التي أعدها أوسان كانت حاوية على كميات صغيرة من الروثينيوم، العنصر الذي اكتشفه كلاوس في نفس العام. وقد عزل كلاوس الروثينيوم من بقايا روبل بلاتيني عندما كان يعمل في جامعة كازان. وقد وضّح كلاوس بأن أكسيد الروثينيوم الناتج يحوي على معدن جديد وحصل على 6 غرام من الروثينيوم نتيجة عدم ذوبان البلاتين الخام في الماء الملكي.
واشتق اسم الروثينيوم من الاسم اللاتيني لروسيا (روثينيا) وهي المنطقة التاريخية التي تشمل اليوم روسيا وأوكرانيا وبيلاروسيا وجزء من سلوفاكيا وبولندا، وقد اقترح هذا الاسم من قبل أوسان سنة 1828، وذلك تكريمًا لمسقط رأسه، حيث أنه ولد في تارتو في إستونيا، والتي كانت في ذلك الوقت جزءاً من الإمبراطورية الروسية.

## الوفرة
يعد الروثينيوم من أندر العناصر غير المشعة، ويأتي الفلز في المرتبة 74 من بين العناصر بالنسبة للوفرة في القشرة الأرضية. يوجد الروثينيوم بشكل رئيسي برفقة البلاتين في نيجني تاجيل في جبال الأورال وفي نهر مياس في روسيا، كما يوجد في جزيرة هوكايدو في اليابان، بالإضافة إلى نهر يوبا في كاليفورنيا. كما تتواجد كميات قليلة في معدن بنتلانديت المستخرج من ولاية أونتاريو الكندية وفي صخور البيروكسينيت في جنوب أفريقيا، إلا أن هذه الكميات غير تجارية. إن المعدن الأساسي الحاوي على الروثينيوم نادر جداً، ويحل عنصر الإريديوم مكانه في البنية.

## الإنتاج

### التعدين
ينتج سنوياً حوالي 12 طن من الروثينيوم من المناجم، وتقدر الاحتياطات العالمية بحوالي 5000 طن. يختلف تركيب معادن مجموعة البلاتين المستخرجة من المناجم بشكل كبير حسب طبيعة التشكل الجيوكيميائي. كمثال على ذلك فإن معادن مجموعة البلاتين المستخرجة من مناجم جنوب أفريقيا تحوي ما يقارب على 11% من الروثينيوم بينما وصلت نسبتها في مناجم الاتحاد السوفيتي 2% فقط، وذلك طبقاً لإحصاء سنة 1992.
يتم الحصول على الروثينيوم تجارياً، مثل باقي عناصر مجموعة البلاتين، كمنتج ثانوي من عمليات تعدين فلزات النحاس والنيكل، كما يحصل عليه من معالجة فلزات مجموعة البلاتين. أثناء عملية التنقية الكهرليتية لفلزات النحاس والنيكل تترسب المعادن النفيسة كالذهب والفضة ومعادن مجموعة البلاتين بالإضافة إلى السيلينيوم والتيلوريوم في أسفل الخلية وذلك على شكل وحل مصعدي anode mud، والذي يشكل نقطة البداية لاستخراج تلك الفلزات. لفصل هذه الفلزات ينبغي تحويلها إلى محاليل. توجد عدة طرق لفعل ذلك باعتمادها على طرق الفصل المختلفة وعلى تركيب المزيج. إحدى الطرق تتم بتفاعل الراسب مع فوق أكسيد الصوديوم ثم حله بالماء الملكي. وهناك طريقة أخرى تتمثل بحل الراسب في خليط من الكلور وحمض الهيدروكلوريك.
يتم فصل الأوزميوم والروثينيوم والروديوم والإريديوم عن البلاتين والذهب (الفلزات النبيلة) وعن الفلزات غير النبيلة بواسطة معالجة المزيج مع الماء الملكي، حيث يترك باقياً صلباً. يفصل الروديوم عن هذا الباقي الصلب بواسطة معالجته مع مصهور بيكبريتات الصوديوم، أما الناتج الصلب الحاوي على الروثينيوم والأوزميوم والإريديوم فيعالج بدوره مع أكسيد الصوديوم، حيث ينحل كل من الروثينيوم والأوزميوم على شكل أملاح، في حين يبقى الإريديوم غير منحل. بعد إجراء عملية أكسدة للمحلول، يفصل RuO4 عن OsO4 بواسطة ترسيب مركب NH4)3RuCl6) بواسطة كلوريد الأمونيوم أو عن طريق التقطير أو الاستخلاص بالمذيبات العضوية لمركب رباعي أكسيد الأوزميوم المتطاير.
يستخدم الهيدروجين لاختزال كلوريد أمونيوم الروثينيوم لينتج عنه مسحوق. الطريقة الأولى لترسيب الروثينيوم مع كلوريد الأمونيوم تشبه الطريقة المتبعة من قبل سميثسون تينانت وويليام هايد ولاستون اللذان استخدماها لفصله. وهناك عدة أساليب مناسبة للإنتاج على نطاق صناعي. وفي كلتا الحالتين، يتم اختزال المنتج باستخدام الهيدروجين، وينتج هذا المعدن على شكل مسحوق أو شكل إسفنجي والذي يمكن معالجته باستخدام تقنيات تعدين المساحيق أو لحام الآرغون.

### الوقود النووي
يمكن أن ينتج الروثينيوم من انشطار اليورانيوم-235، لذلك فإن كل كيلو من نواتج الانشطار يحتوي على كميات كبيرة من المعادن البلاتينية الأخف، ومن بينها الروثينيوم. يمكن استعمال الوقود النووي المستهلك كمصدر محتمل للروثينيوم، لكن هذه الطريقة معقدة ومكلفة، كما أن وجود نظائر مشعة للروثينيوم في هذه العينات المستخرجة، من شأنها أن تجعل تخزين هذه النظائر حتى ينتهي نصف عمر المادة المشعة أمراً واجباً، مما يجعل هذا المصدر من مصادر الروثينيوم غير مرغوب ولا توجد عمليات استخراج واسعة النطاق معمول بها حالياً بهذه الطريقة.

## النظائر
يوجد في الطبيعة سبعة نظائر مستقرة للروثينيوم، إضافة إلى وجود 34 نظير مشع مكتشف. من بين هذه النظائر الإشعاعية، تعد النظائر التالية نسبياً الأكثر استقراراً وهي 106Ru بنصف عمر إشعاعي يصل إلى 373.59 يوم و103Ru بنصف عمر 39.26 يوم و97Ru بنصف عمر 2.9 يوم. بالمقابل فإن هناك نظائر مشعة أخرى للروثينيوم لها عمر نصف يتراوح مجاله بين عدة ميلي ثوان إلى بضع ساعات. فهنالك خمسة عشر نظير مشع آخر لها أوزان ذرية تتراوح ما بين 89.93 u للنظير 90Ru إلى 114.928 u لـ 115Ru، ومعظمها لا يتجاوز عمر نصف المادة المشعة فيها خمس دقائق باستثناء 95Ru الذي يملك نصف عمر 1.643 ساعة و105Ru الذي يملك نصف عمر 4.44 ساعة. يعتبر اصطياد الإلكترون هو نظام الاضمحلال الأساسي للنظير 102Ru وهو النظير الأكثر وفرة، وبعد ذلك يكون الاضمحلال من النمط بيتا. أما ناتج الاضمحلال الأساسي قبل 102Ru فهو التكنيشيوم وبعده يكون الروديوم.
أما بالنسبة لوفرة النظائر، فالنظير  102Ru هو الأكثر وفرة بنسبة تصل إلى 31.6 % من التوزع الطبيعي لنظائر عنصر الروثينيوم. يأتي بعد ذلك أربعة نظائر وهي 104Ru و101Ru و100Ru و99Ru حيث أن لها وفرة تتراوح بين 12–19 %، في حين أن أندر النظائر المستقرة هي 96Ru و98Ru بنسب وفرة 5.52 % و 1.88 % على الترتيب.

## الخواص الفيزيائية
الروثينيوم هو فلز أبيض قاسي متعدد التكافؤ ينتمي إلى مجموعة البلاتين والمجموعة الثامنة من الجدول الدوري. للروثينيوم كثافة تبلغ 12.45 غ/سم3، وهو بعد البلاتين ثاني أخف فلز في مجموعة البلاتين. ينصهر الروثينيوم عند درجة حرارة تبلغ 2606 كلفن ويغلي عند 4592 كلفن، وهو بذلك يأتي بعد الإريديوم والأوزميوم في مجموعة البلاتين، واللذان لهما نقطتي انصهار وغليان أعلى. عند درجات حرارة تقارب الصفر المطلق 0.49 كلفن، فإن الروثينيوم يظهر خواصاً موصليةً فائقة.

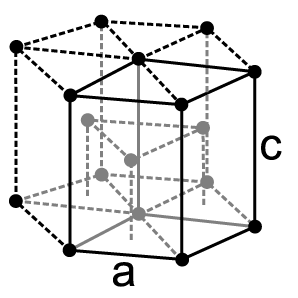
البنية البلورية للروثينيوم

إن البنية البلورية للروثينيوم تتبع النظام البلوري السداسي بتعبئة متراصة لها المجموعة الفراغية 6/mmm، في حين أن ثوابت الشبكة البلورية هي a == 270.6 و c == 428.1 بيكومتر، بالإضافة إلى وجود وحدتي صيغة لكل وحدة خلية.
| Z   | العنصر   | عدد الإلكترونات في الطبقة |
| --- | -------- | ------------------------- |
| 26  | حديد     | 2, 8, 14, 2               |
| 44  | روثينيوم | 2, 8, 18, 15, 1           |
| 76  | أوزميوم  | 2, 8, 18, 32, 14, 2       |
| 108 | هاسيوم   | 2, 8, 18, 32, 32, 14, 2   |

## الخواص الكيميائية
على الرغم من تميز جميع عناصر المجموعة الثامنة بوجود إلكترونين في الطبقة الإلكترونية الخارجية، إلا أن الروثينيوم يشذ عن باقي المجموعة بحيث يوجد إلكترون وحيد في الطبقة الخارجية. تلاحظ هذه الظاهرة أيضاً مع كل من الفلزات التالية: النيوبيوم (41) والروديوم (45) والبالاديوم (46).
يعد الروثينيوم من الفلزات النبيلة، ولا يفقد بريقه في درجات الحرارة العادية. يتفاعل الروثينيوم مع الأكسجين فقط عند درجات حرارة تتجاوز 700°س حيث يشكل أكسيد الروثينيوم الثماني، وبذلك يختلف بسلوكه عن الأوزميوم الذي يتفاعل مع الأكسجين بشكل مباشر عند درجة حرارة الغرفة ليشكل أكسيد الأوزميوم الثماني. يذوب الروثينيوم في مصهور القلويات، مثل مصهور فوق أكسيد الصوديوم وهيدروكسيد الصوديوم حيث يتأكسد بسرعة. لكنه في المقابل لا يتآكل بالحموض ولا حتى في الماء الملكي، إلا أنه في حالة التفاعل مع الهالوجينات يتآكل عند درجات حرارة مرتفعة. إن إضافة كمية قليلة من الروثينيوم تزيد من قساوة البلاتين والبلاديوم، كما تزداد مقاومة التآكل للتيتانيوم بشكل ملحوظ عند إضافة كمية قليلة من الروثينيوم إليه.
يمكن أن يطلى الروثينيوم إما عن طريق الطلي الكهربائي أو بواسطة أساليب التفكك الحراري. ومن المعروف أن خليطة الروثينيوم والموليبدنوم تكون فائقة التوصيل عند درجات حرارة أقل من 10.6 كلفن.

### المركبات الكيميائية
تتراوح حالات أكسدة الروثينيوم -2 و 0 إلى +8. وهو أحد العناصر الثلاثة إضافة إلى الزينون والأوزميوم القادة على تشكيل مركبات بأعلى حالة أكسدة ممكنة وهي +8. إن خصائص مركبات الروثينيوم والأوزميوم غالبا ما تكون متشابهة. تعد حالات الأكسدة +2، +3، +4 هي الأكثر شيوعا، والمركب الأكثر انتشارا هو ثلاثي كلوريد الروثينيوم، وهو مسحوق أحمر صلب.

#### المركبات الأكسجينية
يمكن أن يتأكسد الروثينيوم إلى RuO4 رباعي أكسيد الروثينيوم، وهو عامل مؤكسد قوي ومشابه في البنية إلى رباعي أكسيد الأوزميوم. من الأمثلة الأخرى على أكاسيد الروثينيوم هو RuO2 أكسيد الروثينيوم الرباعي مع حالة أكسدة 4+ و K2RuO4 (روثينات ثنائي البوتاسيوم) مع حالة أكسدة +6 و KRuO4 (فوق روثينات البوتاسيوم) مع حالة أكسدة +7.
في المحاليل المائية يتشكل نتيجة التفاعل مع المؤكسدات القوية مركب بيروثينات، والذي يكون فيه الروثينيوم سباعي التكافؤ، بشكل مشابه لمركب البيرمنغنات. يتمتع البيروثينات بخواص مؤكسدة، لكن تلك الخواص معتدلة مقارنة مع أكسيد الروثينيوم الثماني، بحيث أن أكسدة الكحولات الأولية بمركب البيروثينات يعطي الألدهيدات الموافقة، ولا يعطي نواتج تمام الأكسدة وهي الحمض الكربوكسيلي الموافق. يستعمل المركب في الاصطناع العضوي على شكل مركب بيروثينات رباعي بروبيل الأمونيوم (TPAP)، حيث يختزل أثناء العملية إلى الروثينيوم الرباعي.

#### المعقدات

معقد غرابز، (Cy=حلقي هكسيل)

يشكل الروثينيوم العديد من المعقدات التساندية، وذلك على مستوى الربيطات العضوية واللاعضوية، كما يمكن أن تتشكل معقدات حاوية على روابط Ru-Ru فيما بينها. من الأمثلة على معقدات الروثينيوم العديد من مشتقات مركبات خماسي الأمين Ru(NH3)5L]+n]، والتي توجد عادةً بكل من الحالتين (Ru(II و(Ru(III. كما أن مشتقات ثنائي بيريدين وثلاثي بيريدين كثيرة، ومن أشهرها كلوريد ثلاثي (ثنائي بيريدين) الروثينيوم الثنائي.
تستخدم معقدات الروثينيوم كحفازات في الاصطناع العضوي، فعلى سبيل المثال يشكل الروثينيوم الذرة المركزية في حفاز غرابز المستخدم في تفاعل التبادل الأوليفيني. كما يدخل الروثينيوم في تركيب حفاز نويوري، وهو معقد من الكلور والروثينيوم ووحدة BINAP، المطوّر من قبل العالم الياباني ريوجي نويوري. يمكّن هذا الحفاز من إجراء تفاعل الهدرجة اللامتناظرة لمركبات β-كيتو الاسترات.

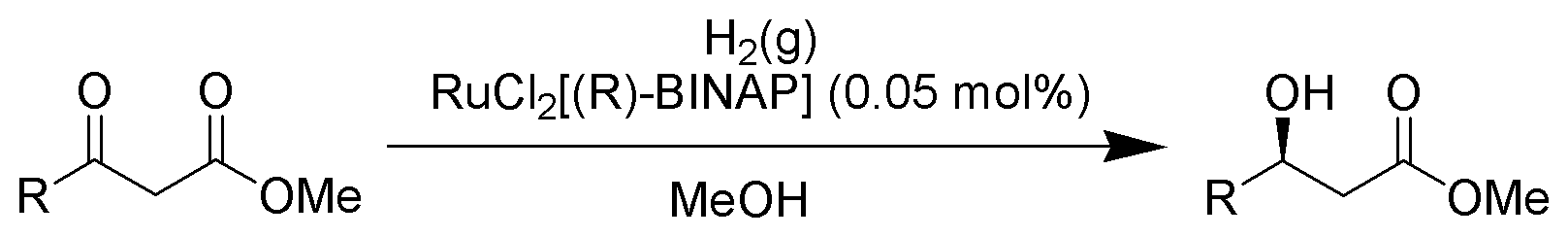
هدرجة لا متناظرة حسب حفاز نويوري المبني على ذرة روثينيوم مركزية.

كما يمكن أن يشكل الروثينيوم طائفة واسعة من مركبات تحوي رابطة كربون-روثينيوم. يماثل الروثينوسين تركيب الفروسين لكنه يتميز بخصائص أكسدة-اختزال مميزة. هنالك العديد من معقدات الروثينيوم المعروفة مع أحادي أكسيد الكربون، وأهمها اثنا عشري كربونيل ثلاثي الروثينيوم (كربونيل الروثينيوم)، مع العلم أن مماثل خماسي كربونيل الحديد في الروثينيوم (خماسي كربونيل الروثينيوم) هو غير مستقر في الظروف العادبة. إن تفاعل إضافة الكربونيل إلى مركب ثلاثي كلوريد الروثينيوم يعطي كربونيلات أحادية وثنائية الروثينيوم الثنائي (حالة أكسدة +2)، والتي حضر منها العديد من المشتقات مثل RuHCl(CO)(PPh3)3 و Ru(CO)2(PPh3)3.
يعطي تسخين محلول ثلاثي كلوريد الروثينيوم في الكحول مع ثلاثي فينيل الفسفين مركب ثنائي كلورو ثلاثي(ثلاثي فينيل فوسفين) الروثينيوم الثنائي RuCl2(PPh3)3. والذي يتحول إلى الهيدريد، حيث تحل ذرة هيدروجين مكان ذرة كلور.

## الدور الحيوي
كبقية عناصر مجموعة البلاتين فإنه لا توجد للرزثينيوم أهمية حيوية، فهو لا يوجد في جسم الإنسان. بالمقابل فإن للعديد من معقدات الروثينيوم أهمية صيدلانية محتملة. ويجري الآن البحث في تأثير معقدات الروثينيوم على أمراض السرطان، ولقد جرى تجريب بعضها سريرياً وذلك كعلاج كيميائي في بعض الحالات. يأتي استخدام معقدات الروثينيوم هنا كبديل محتمل لمعقدات البلاتين مثل سيسبلاتين وكاربوبلاتين. تتميز معقدات الروثينيوم المستخدمة كأدوية للسرطان عن معقدات البلاتين أنها مقاومة أكبر لأثر الحلمهة بحيث أن تبادل الربيطات يكون بمعدل أبطأ بشكل كاف يضمن وصول العقار إلى المكان المنشود دون التفاعل مع الماء أو جزيئات أخرى في مجرى الدم. كما يتميز الروثينيوم بأن له عدة حالات أكسدة ممكنة (+2، +3، +4) في الشروط الحيوية وذلك بشكل مشابه للحديد، مما يجعل من إمكانية أن يحل محله في بعض البروتينات مثل الترانسفيرين. على العكس من الروثينيوم الثنائي، فإن الروثينيوم الثلاثي غير فعال، لذلك فإنه نظرياً من الممكن تقديم الروثينيوم كعقار للجسم على الشكل الثلاثي، وأن يختزل في مكان الورم بحيث يأخذ شكله الفعال في المكان المطلوب، مما يعطيه انتقائية مرغوبة. إلا أنه لحد الآن لم يرخص باستخدام الروثينيوم في تركيب الأدوية السرطانية.

## الاستخدامات

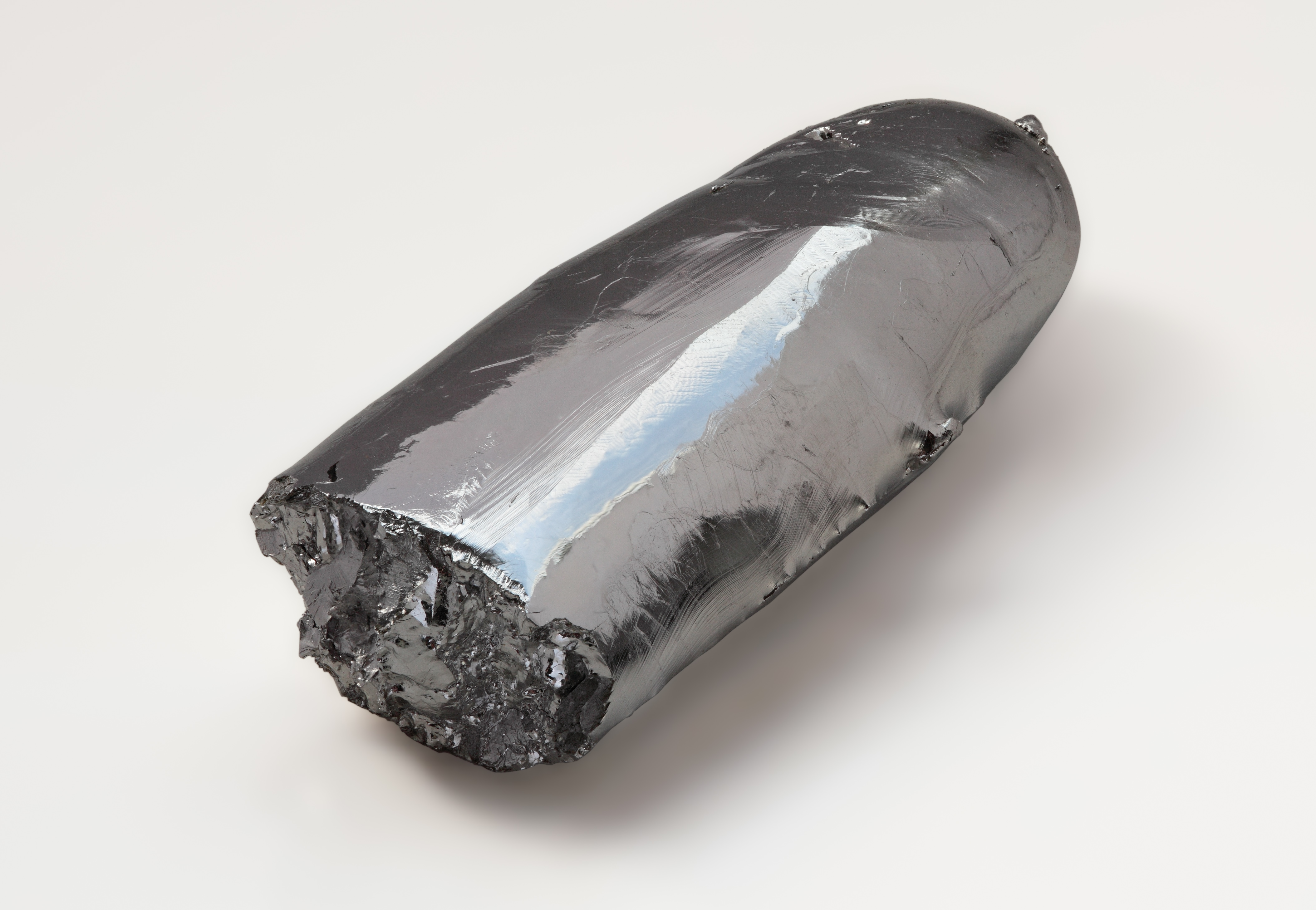
قطعة روثينيوم عالية النقاوة محضّرة عن طريق الصهر بالحزمة الإلكترونية

يتميز الروثينيوم بأنه يزيد من قساوة البلاتينيوم والبلاديوم، لذلك يدخل في تركيب خلائط البلاتينيوم والبلاديوم من أجل صنع وصلات كهربائية مقاومة للاهتراء. يتم في هذه التطبيق طلي طبقة رقيقة من أجل الحصول على المقاومة المطلوبة وذلك بواسطة عملية الطلي الكهربائي  أو بالبرش المهبطي. وبسبب سعره المنخفض مقارنة بالروديوم، وبسبب متانته مقارنة مع وصلات الذهب المطلية بالكوبالت،  يعتبر استخدامه في الوصلات الكهربائية أحد أهم التطبيقات له.
يستخدم ثنائي أكسيد الروثينيوم وروثينات الرصاص بالإضافة إلى روثينات البزموت ، وخاصة الأخيرة التي لها بنية البيروفسكيت Perovskite، في تركيب المقاومات ذات الغشاء السميك. يشكل هذان التطبيقان (طلي الوصلات الكهربائية وتركيب المقاومات) حوالي 50% من استهلاك الروثينيوم العالمي..
يستخدم الروثينيوم بكميات صغيرة دائماً في السبائك لتحسين خصائص معينة من هذه السبائك. ومن الأمثلة على ذلك استخدام كميات صغيرة من الروثينيوم لزيادة ثباتية الذهب في عمليات تصنيع المجوهرات. كما يظهر تأثير مفيد لمقاومة التآكل لسبائك التيتانيوم عند وضع نسبة 0.1% من الروثينيوم ضمن السبيكة(الخليطة). كما يستخدم الروثينيوم في تركيب بعض السبائك الفائقة ذات التبلور المفرد في التطبيقات ذات الحرارة العالية، مثل ريش العنفات في المحركات النفاثة. توجد العديد من سبائك النيكل الفائقة والتي تحوي ضمن تركيبها الروثينيوم وهي توصف برموز مثل EPM-102 والتي تحوي على 3% من الروثينيوم و TMS-162 والتي تحوي على 6%، وكل منهما يحوي على الرينيوم بنسبة 6 %. وكذلك TMS-138 مثلاً  و TMS-174 أيضاً.
يستخدم الروثينيوم في تركيب أكاسيد المعادن المختلطة المستخدمة في الحماية مهبطية المستخدمة في التأريض والحفر المغمورة وفي تركيب المساري للخلايا الكهربائية المستخدمة في إنتاج الكلور من المياه المالحة.
إن فلورية بعض المعقدات الحاوية على الروثينيوم تختفي (تطفأ) بوجود الأكسجين، مما جعلها تستخدم في تركيب مستشعرات ضوئية (حساسات ضوئية) لوجود الأكسجين. يستخدم أحمر الروثينيوم في التلوين الحيوي والمستخدم لتلوين جزيئات عديد الكهرل مثل البكتين والأحماض النووية ودراسته عن طريق المجهر الضوئي والمجهر الإلكتروني.
يستخدم نظير الروثينيوم 106، والذي يتفكك اضمحلال بيتا، في علاج أورام العين، وخاصة الورم الميلانيني في العنبية.

### التحفيز
يعد الروثينيوم من الحفازات متنوعة الاستخدام. يمكن تفكيك كبريتيد الهيدروجين ضوئياً باستخدام مستعلق مائي من جزيئات كبريتيد الكادميوم محمّلة بأكسيد الروثينيوم الرباعي، وهي طريقة لفصل غاز H2S في عمليات تكرير النفط وعمليات صناعية أخرى. كما يستخدم الروثينيوم كحفاز في لهدرجة المركبات العطرية والأحماض والكيتونات.
يمكن استعمال الروثينيوم كحفاز لاصطناع الأمونياك من غازي الهيدروجين والنيتروجين على غرار فلزي الحديد والأوزميوم. يتميز حفاز الروثينيوم بأنه عالي الكفاءة، وأن مردود العملية مرتفع حتى عند ضغوط منخفضة نسبياً، إلا أن سعر الحفاز المرتفع هو ما يعيق تبني استخدامه على نطاق صناعي. جرى استخدام حفاز من الروثينيوم على ركازة من الكربون مع وجود إضافات من الباريوم والسيزيوم في منشأة صناعية لتحضير الأمونياك في ترينيداد، إلا أن حدوث هدرجة بطيئة للكربون إلى ميثان أدى إلى توقف استخدامه وإلى البحث عن حفازات خالية من الكربون لأجل هذه العملية.
إن معقدات الروثينيوم العضوية الكربينية وجدت أنها محفزة قوية لتفاعل التبادل الأوليفيني، ويعد هذا تطبيق هام في الكيمياء العضوية وكيمياء العقاقير الصيدلانية.

### عمليات تحويل الطاقة الشمسية
تمتص بعض مركبات الروثينيوم الضوء في المجال المرئي، ويجري بحث هذه الخاصية بشكل فعال في مختلف مراكز البحث المهتمة بتقنيات الطاقة الشمسية. تستخدم مركبات معتمدة على الروثينيوم القادرة على امتصاص الضوء في تركيب خلية غريتسل ،وهي خلايا شمسية حاوية على صباغ حساس للضوء، وهذه تقنية واعدة بإنتاج خلايا شمسية منخفضة التكلفة.

### حفظ البيانات
يستخدم الترسيب الكيميائي للبخار للروثينيوم لإنتاج غشاء سميك من الروثينيوم على المواد (الركائز). مما يعد باستخدامات واسعة في تصنيع الرقائق المكروية وفي عناصر عرض المقاومة المغناطيسية الكبيرة من أجل الأقراص الصلبة. فمنذ عام 2006، بدأ استخدام الروثينيوم في مجال التسجيل العمودي، وهي طريقة لتخزين البيانات على الأقراص الصلبة، حيث تفصل طبقة رقيقة من الروثينيوم بين طبقة التخزين وبين طبقة سفلى من مواد سهلة التمغنط. السبب لوضع طبقة الروثينيوم هذه هو البينة البلورية السداسية له التي توافق ثوابت الشبكة البلورية لطبقة التخزين المصنوعة من سبيكة من الكوبالت والكروم والبلاتين. كما اقترح استخدام الروثينيوم في تصنيع الإلكترونيات الميكروية بسبب توافقه مع تقنيات تصنيع أنصاف النواقل.

### المواد الغريبة
تظهر العديد من أكاسيد المختلطة الحاوية على الروثينيوم خصائص غير عادية، مثل السلوك عند النقطة الكمومية الحرجة،  والموصلية الفائقة  والمغناطيسية الحديدية عند درجات الحرارة المرتفعة.